# ライオンの巣
ライオンの巣（ライオンのす、アラビア語: عرين الأسود、Lions' Den）は、イスラエル占領下のヨルダン川西岸地区で活動する、パレスチナ人武装勢力。
このグループは、パレスチナ問題で暴力が激化した2022年8月に出現し、その名前は、イスラエルによる襲撃で殺害されたナーブルスの著名な過激派である、イブラヒム・アル・ナーブルシの異名「ナーブルスのライオン」に由来している。ハマースやイスラーム聖戦などこれまでファタハと対立してきた他の過激派組織のメンバーと、ファタハに不満を抱く主に若者や世俗的なメンバーで構成されている。このグループは、ナーブルスの旧市街に拠点を置いていると伝えられている。